# Stromkreis
Ein elektrischer Stromkreis ist ein System von elektrischen Leitern, das einen geschlossenen Weg darstellt. Dabei umfasst der Begriff Leiter jedes Medium, das zum Transport elektrischer Ladung fähig ist. Ein Alltagsbeispiel ist das Kupferkabel, durch das sich Elektronen bewegen. Dient ein Stromkreis zur Versorgung eines Verbrauchers mit elektrischer Energie, so muss dieser durch (mindestens) zwei gegeneinander isolierte Leitungen mit den Anschlüssen einer elektrischen Energiequelle verbunden sein. Diese technische Anwendung wird in diesem Artikel bevorzugt behandelt wenngleich in physikalischer Allgemeinheit Stromkreise auch in anderem Zusammenhang, beispielsweise bei Wirbelströmen, auftreten.

## Stromkreis zur Energieversorgung
Überwiegend wird die Zusammenschaltung von elektrischen Energiequellen und Verbrauchern, dies sind z. B. elektrische Widerstände wie Glühlampen, als Stromkreis bezeichnet.
Dabei wird zwischen einem geschlossenen und einem offenen Stromkreis unterschieden. Im Sinne der Definition ist jeder Stromkreis in sich geschlossenen. In der technischen Ausführung kann der Leiterweg beabsichtigt an mindestens einer Stelle unterbrochen werden, beispielsweise durch einen Schalter, einen Steckverbinder oder eine elektrische Sicherung; oder er kann unbeabsichtigt unterbrochen sein, beispielsweise durch einen Wackelkontakt, eine „kalte Lötstelle“ oder eine fehlende Leitung. Ein offener Stromkreis kann auch unbeabsichtigt geschlossen werden, in diesem Zusammenhang ist der elektrische Kurzschluss, Körperstrom, Kriechstrom oder Lokalelement zu sehen.

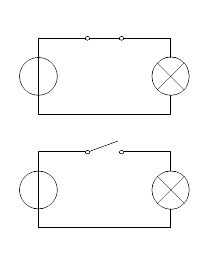
Elementarer geschlossener und offener Stromkreis mit Schaltzeichen gemäß EN 60617

In der Elektroinstallation wird jeder durch eine eigene Schmelzsicherung oder einen Leitungsschutzschalter abtrennbare Teil einer elektrischen Anlage als Stromkreis bezeichnet.

## Elementarer Stromkreis
Die zwei Stromkreise im rechts dargestellten Schaltbild zeigen jeweils
- links eine Spannungsquelle,
- rechts eine Glühlampe,
- oben einen Schalter und
- dazwischen die elektrischen Verbindungsleitungen.

Im oberen Teilbild ist der Schalter (und damit der Stromkreis) geschlossen, bei passender Auslegung leuchtet die Glühlampe und zeigt dadurch das Fließen des Stromes an.
Im unteren Teilbild ist der Schalter geöffnet, ein Strom ist nicht möglich. Die Glühlampe leuchtet nicht, unabhängig von der Auslegung.
In solchen unverzweigten Stromkreisen fließt der Strom überall mit derselben Stromstärke.

## Bestandteile in der Energieversorgung

### Quelle
In fast allen Ausführungen stammt die elektrische Energie aus einer Spannungsquelle. Sie erzeugt an ihren Anschlüssen eine vom jeweiligen Verbraucher nahezu unabhängige elektrische Spannung. Der elektrische Strom, den sie zugleich liefert, hängt wesentlich von Eigenschaften des Verbrauchers ab. Solche Spannungsquellen sind weit verbreitet, Beispiele sind Akkumulatoren oder Batterien, die eine Gleichspannung liefern, oder Generatoren im öffentlichen Stromnetz und die Sekundärseite eines Transformators, die eine Wechselspannung liefern.

### Verbraucher
Unter Verbraucher wird der Teil des Stromkreises verstanden, dem über Anschlussleitungen elektrische Energie zugeführt wird. Beispiele dafür sind Glühlampe, Bügeleisen, Elektromotor oder der Widerstand als elektrisches Bauelement. Die Stärke des elektrischen Leiterstromes stellt sich einerseits durch die Höhe der Spannung ein, andererseits durch eine Eigenschaft des Verbrauchers, die als elektrischer Widerstand bezeichnet wird. Je größer der Widerstand ist, desto niedriger ist bei gegebener Spannung die Stärke des Stromes. Statt durch Angabe seines Widerstandes wird der Verbraucher teilweise gekennzeichnet durch die Angabe seiner elektrischen Leistung bei Nennspannung.
Häufig kann ein Verbraucher als linearer Widerstand angesehen werden, insbesondere als ohmscher Widerstand. Aber auch Verbraucher mit nichtlinearem Verhalten wie Halbleiterbauelemente oder magnetische Bauelemente (Drosseln, Transformatoren) enthalten, ferner die Glühlampe, kommen zum Einsatz.
Ein Widerstand darf in einem Stromkreis mit Spannungsquelle beliebig groß werden. Ein geöffneter Schalter stellt in diesem Sinne im Idealfall einen unendlich hohen Widerstand dar. Der Widerstand darf aber nicht beliebig klein werden, denn dann kommt es zum Kurzschluss. Die Höhe des Kurzschlussstroms hängt nur von dem Innenwiderstand der Spannungsquelle ab. Bei leistungsstarken Quellen kann der hohe Kurzschlussstrom den Leiter schmelzen, einen Kabelbrand verursachen oder einen Akkumulator platzen lassen.

### Leiter, Schalter
Die in Schaltbildern gezeichneten Verbindungen werden als verlustlos angesehen. Soweit ein realer elektrischer Leiter der Idealisierung von vernachlässigbar kleinen Leitungsbelägen nicht genügt, muss er wie ein Verbraucher angesehen werden.
Der oben gezeichnete Schalter ist einpolig ausgeführt. Er kann den Stromkreis unterbrechen oder schließen. Für eine potentialfreie Trennung des Verbrauchers von einer nicht potentialfreien Quelle ist ein zweipoliger Schalter erforderlich, der beide Leiter unterbricht. Sonst kann der Verbraucher weiterhin an gefährlicher Spannung (gegenüber „Masse“) liegen, auch ohne dass ein elektrischer Strom fließt.

## Reihen- und Parallelschaltung

Geschlossene Stromkreise zwischen Spannungsquelle und zwei Widerständen,
– oben in Reihenschaltung: ohne Verzweigung,
– unten in Parallelschaltung: mit Verzweigung

Mit weiteren Verbrauchern entstehen je nach deren Anordnung Reihen- oder Parallelschaltungen oder Kombinationen davon. Die Gesetzmäßigkeiten dieser Schaltungen werden durch die kirchhoffschen Regeln beschrieben.
Sind alle Verbraucher ohne Verzweigung hintereinander geschaltet, so handelt es sich um eine Reihenschaltung. Sie werden alle von demselben Strom durchflossen. Die Gesamtspannung teilt sich auf die einzelnen Verbraucher auf.
Sind Verbraucher parallel zueinander geschaltet, so bieten sich dem Strom mehrere Wege. Jeden einzelnen dieser Wege nennt man Stromzweig. An parallelen Verbrauchern liegt dieselbe Spannung. Der Gesamtstrom teilt sich auf die einzelnen Zweige auf.
Schaltungen, die sowohl Elemente von Reihenschaltungen als auch Parallelschaltungen enthalten, nennt man gemischte Schaltungen. Jede gemischte Schaltung lässt sich auf Reihen- und Parallelschaltungen zurückführen. Eine Anzahl weiterer Schaltungen werden unter Elektrische Schaltung aufgeführt. Eine stärker generalisierte Behandlung findet sich unter Netzwerk (Elektrotechnik).

## Weitere Stromkreise
Stromkreise, wie sie bisher in diesem Artikel dargestellt wurden, dienen der Übertragung elektrischer Signale und elektrischer Energie. Darüber hinaus gibt es auch Stromkreise, die von der beschriebenen Struktur abweichen. Beispiele sind:
- In einem supraleitenden Ring kann durch Induktion einmal ein Strom erregt werden, der zeitlich unbegrenzt ohne Quelle fließt. Trotz der erforderlichen Kühlung gibt es realisierte Anwendungen.
- In einem Schwingkreis können sinusförmige elektrische Schwingungen auftreten. Sie entstehen nach einmalig zugeführter Energie durch die Wechselbeziehung zweier Energieformen und gehen mit einem Wechselstrom zwischen zwei Energiespeichern einher. Der Strom kann ohne Befristung fließen, wenn lediglich die infolge Dämpfung als Wärme abgegebene Energie fortlaufend ersetzt wird, beispielsweise aus einer Spannungsquelle.
- Ein Stromkreis muss nicht durchgängig aus festen elektrischen Leitern bestehen. Er kann beispielsweise auch durch einen flüssigen Elektrolyten führen. In diesem wird elektrische Ladung als Ionenstrom transportiert. Technisch bedeutsam sind solche Stromkreise in der Galvanotechnik, insbesondere für die elektrolytische Metallabscheidung.
- Ferner kann der Stromkreis abschnittsweise durch Gase führen. So treten kontinuierliche oder periodisch gezündete Gasentladungen beispielsweise als Glimmentladung oder als Lichtbogen auf. Auch hierzu sind technische Anwendungen bekannt.
- Kriechstrom fließt ohne einen vorgesehenen Leiter, sondern an der Oberfläche eines Isolierstoffes. Sein Entstehen wird durch Feuchtigkeit oder Verschmutzung gefördert. Ein sich mit Kriechstrom ausbildender Stromkreis ist stets unerwünscht.